# Pizzo Morisciöi
Pizzo Morisciöi är en bergstopp i Schweiz.   Den ligger i distriktet Vallemaggia och kantonen Ticino, i den sydöstra delen av landet, 120 km sydost om huvudstaden Bern. Toppen på Pizzo Morisciöi är 2 065 meter över havet, eller 172 meter över den omgivande terrängen. Bredden vid basen är 1,5 km.
Terrängen runt Pizzo Morisciöi är huvudsakligen mycket bergig. Närmaste större samhälle är Losone, 13,2 km söder om Pizzo Morisciöi. 
I omgivningarna runt Pizzo Morisciöi växer i huvudsak blandskog. Runt Pizzo Morisciöi är det ganska glesbefolkat, med 42 invånare per kvadratkilometer.